# ساشا باستين
ساشا باستين (بالفرنسية: Sacha Bastien)‏ هو لاعب كرة قدم فرنسي في مركز حراسة المرمى، ولد في 22 يناير 1995 في متز في فرنسا. لعب مع ستاد ريمس.

## وصلات خارجية
- ساشا باستين على موقع قاعدة بيانات كرة القدم.إي يو (الإنجليزية)
- ساشا باستين على موقع Soccerbase.com (لاعب) (الإنجليزية)
- ساشا باستين على موقع AS.com (الإسبانية)